# Cuochi d'Italia
Cuochi d'Italia è stato un programma televisivo italiano condotto dal cuoco Alessandro Borghese, prodotto da Sky Italia e trasmesso su TV8 in prima TV assoluta (tra le pochissime del canale di repliche di Comcast) e replicato su Sky Uno dal 13 novembre 2017 al 2021.
Dal 6 gennaio 2020 va in onda lo spin-off Cuochi  d'Italia - Il campionato del mondo,  condotto da Bruno Barbieri, mentre dal 12 ottobre 2020 va in onda un secondo  spin-off intitolato Cuochi d'Italia All Stars condotto da Cristiano Tomei.

## Il programma
In ogni puntata due cuochi, rappresentanti di altrettante regioni italiane, si sfidano in una doppia manche. A giudicarli ci sono i due chef Gennaro Esposito e Cristiano Tomei.
Inizialmente,  nel primo  turno, i due cuochi  sfidanti dovevano preparare solo un piatto  su tre possibili  scelte della  regione di appartenenza, a scelta dello chef ospite. Al termine  della preparazione, i  piatti venivano sottoposti al  giudizio degli chef i quali  davano un  voto, compreso,  da 1 a  10. Al termine  della prima prova, nella gara  di ritorno il cuoco dell'altra  regione doveva scegliere  il piatto  della regione sfidante e  farne una  propria rivisitazione. Finita  la seconda manche  ed assaggiati  i piatti preparati  dai  concorrenti, la regione che  otteneva più punti passava al  turno successivo, mentre l'altra  veniva eliminata.
In caso di  parità al termine  delle gare di  andata e di ritorno, la regione che  ha ottenuto più punti  nella gara in  trasferta passava  il turno.
Nel secondo turno  i concorrenti cucinano un  gioiello della regione che gioca  in casa, accompagnandola con degli  ingredienti della propria regione  scelti dai giudici. Il “round” si  articola in due manche e  chi ottiene più punti al termine  delle due manche vince. Il concorrente  che ha ottenuto più punti tra gli eliminati  viene ripescato  e accede al  terzo round.
Nel Terzo  round bisogna cucinare un piatto usando solo 5 ingredienti tipici della  regione che gioca in casa, chiamati "campioni". 
Il concorrente  può scegliere  da due gruppi  di campioni, ognuno deciso da  un giudice. 
Si articola anche  questo in due manche e il vincitore si decide come nelle due manche precedenti. 
I tre vincitori e  il ripescaggio sono i semifinalisti,      che si affrontano preparando   un piatto della propria regione, c'è un solo round e quindi      tutte e due le semifinali sono  in unica puntata. 
Nella finale i due cuochi rimasti si sfidano su due    piatti della propria regione a loro   scelta e  chi ottiene più punti        è il vincitore.

## Edizioni

### Riepilogo delle edizioni
| Edizione | Anno | Puntate | Periodo          | Periodo          | Conduzione          | Giuria           | Giuria          | Rete                               | Regione vincitrice |
| Edizione | Anno | Puntate | Inizio           | Fine             | Conduzione          | Giuria           | Giuria          | Rete                               | Regione vincitrice |
| -------- | ---- | ------- | ---------------- | ---------------- | ------------------- | ---------------- | --------------- | ---------------------------------- | ------------------ |
| 1ª       | 2017 | 20      | 13 novembre 2017 | 8 dicembre 2017  | Alessandro Borghese | Gennaro Esposito | Cristiano Tomei | TV8 (Prima TV), Sky Uno (repliche) | Calabria           |
| 2ª       | 2018 | 20      | 15 gennaio 2018  | 9 febbraio 2018  | Alessandro Borghese | Gennaro Esposito | Cristiano Tomei | TV8 (Prima TV), Sky Uno (repliche) | Umbria             |
| 3ª       | 2018 | 20      | 12 febbraio 2018 | 9 marzo 2018     | Alessandro Borghese | Gennaro Esposito | Cristiano Tomei | TV8 (Prima TV), Sky Uno (repliche) | Sicilia            |
| 4ª       | 2018 | 20      | 12 marzo 2018    | 6 aprile 2018    | Alessandro Borghese | Gennaro Esposito | Cristiano Tomei | TV8 (Prima TV), Sky Uno (repliche) | Campania           |
| 5ª       | 2018 | 20      | 15 ottobre 2018  | 9 novembre 2018  | Alessandro Borghese | Gennaro Esposito | Cristiano Tomei | TV8 (Prima TV), Sky Uno (repliche) | Sardegna           |
| 6ª       | 2018 | 20      | 12 novembre 2018 | 7 dicembre 2018  | Alessandro Borghese | Gennaro Esposito | Cristiano Tomei | TV8 (Prima TV), Sky Uno (repliche) | Campania           |
| 7ª       | 2019 | 20      | 7 gennaio 2019   | 1º febbraio 2019 | Alessandro Borghese | Gennaro Esposito | Cristiano Tomei | TV8 (Prima TV), Sky Uno (repliche) | Lombardia          |
| 8ª       | 2019 | 20      | 4 febbraio 2019  | 1º marzo 2019    | Alessandro Borghese | Gennaro Esposito | Cristiano Tomei | TV8 (Prima TV), Sky Uno (repliche) | Veneto             |
| 9ª       | 2019 | 20      | 4 marzo 2019     | 29 marzo 2019    | Alessandro Borghese | Gennaro Esposito | Cristiano Tomei | TV8 (Prima TV), Sky Uno (repliche) | Puglia             |
| 10ª      | 2019 | 20      | 14 ottobre 2019  | 8 novembre 2019  | Alessandro Borghese | Gennaro Esposito | Cristiano Tomei | TV8 (Prima TV), Sky Uno (repliche) | Basilicata         |
| 11ª      | 2019 | 20      | 11 novembre 2019 | 6 dicembre 2019  | Alessandro Borghese | Gennaro Esposito | Cristiano Tomei | TV8 (Prima TV), Sky Uno (repliche) | Toscana            |
| 12ª      | 2020 | 20      | 2 marzo 2020     | 27 marzo 2020    | Alessandro Borghese | Gennaro Esposito | Cristiano Tomei | TV8 (Prima TV), Sky Uno (repliche) | Calabria           |
| 13ª      | 2021 | 20      | 4 gennaio 2021   | 21 gennaio 2021  | Alessandro Borghese | Gennaro Esposito | Cristiano Tomei | TV8 (Prima TV), Sky Uno (repliche) | Toscana            |
| 14ª      | 2021 | 20      | 1º marzo 2021    | 26 marzo 2021    | Alessandro Borghese | Gennaro Esposito | Cristiano Tomei | TV8 (Prima TV), Sky Uno (repliche) | Lazio              |

### Prima edizione (13 novembre 2017 - 8 dicembre 2017)
La prima edizione del programma è stata trasmessa da lunedì 13 novembre a venerdì 8 dicembre 2017, in prima visione su TV8.
| Regione               | Concorrente                     | Chef presso                            | Sede                        |
| --------------------- | ------------------------------- | -------------------------------------- | --------------------------- |
| Abruzzo               | Antonio Di Giovacchino          | Ristorante Font'Artana                 | Picciano (PE)               |
| Basilicata            | Giovanni Battista Guastamacchia | Parco dei Cigni                        | Tricarico (MT)              |
| Calabria              | Agnese Gigliotti                | Agriturismo Calabria al Cubo           | Nocera Terinese (CZ)        |
| Campania              | Gena Iodice                     | Ristorante La Marchesella              | Giugliano in Campania (NA)  |
| Emilia-Romagna        | Lucia Antonelli                 | Ristorante Taverna del Cacciatore      | Castiglione dei Pepoli (BO) |
| Friuli-Venezia Giulia | Paolo Vidoz                     | Agriturismo alla Madonna               | Gorizia                     |
| Lazio                 | Ciro Del Pezzo                  | Ristorante Maledetti toscani           | Roma                        |
| Liguria               | Silvia Cardelli                 | L'Osteria della Corte                  | La Spezia                   |
| Lombardia             | Walter Brambilla                | Trattoria Come una volta               | Albino (BG)                 |
| Marche                | Lorenzo Zappi                   | Hotel Fortino Napoleonico              | Ancona                      |
| Molise                | Colombo "Bobo" Vincenzi         | Ristorante Ribo                        | Guglionesi (CB)             |
| Piemonte              | Fabrizio Rebollini              | Ristorante Belvedere 1919              | Cantalupo Ligure (AL)       |
| Puglia                | Ippazio Turco                   | Ristorante Lemì                        | Tricase (LE)                |
| Sardegna              | Federico Ravot                  | Niu Restaurant                         | Cagliari                    |
| Sicilia               | Giuseppe Bonsignore             | Osteria Enoteca l’Oste e il Sacrestano | Licata (AG)                 |
| Toscana               | Emiliano Rossi                  | Osteria del Teatro                     | Cortona (AR)                |
| Trentino-Alto Adige   | Mirella Paris                   | Agritur Paris Mirella                  | Rumo (TN)                   |
| Umbria                | Valentina Santanicchio          | Ristorante Capitano del Popolo         | Orvieto (TR)                |
| Valle d'Aosta         | Marco Bechaz                    | Ristorante Marescò                     | Saint-Pierre                |
| Veneto                | Matteo Zanus                    | Ristorante Teochef                     | Bassano del Grappa (VI)     |
| Calabria              | Domenico Barbuto                | Locanda Colla                          | San Bonifacio (VR)          |

| Puntata         | Messa in onda    | Telespettatori | Share | DUELLO                                              |
| --------------- | ---------------- | -------------- | ----- | --------------------------------------------------- |
| Prima           | 13 novembre 2017 | 321.000        | 1,90% | EMILIA-ROMAGNA VS LAZIO                             |
| Seconda         | 14 novembre 2017 | N/C            | N/C   | UMBRIA VS VENETO                                    |
| Terza           | 15 novembre 2017 | 269.000        | 1,80% | MARCHE VS TRENTINO-ALTO ADIGE                       |
| Quarta          | 16 novembre 2017 | 281.000        | 1,70% | FRIULI-VENEZIA GIULIA VS LIGURIA                    |
| Quinta          | 17 novembre 2017 | 267.000        | 1,70% | LOMBARDIA VS SICILIA                                |
| Sesta           | 20 novembre 2017 | 309.000        | 1,80% | CAMPANIA VS TOSCANA                                 |
| Settima         | 21 novembre 2017 | 251.000        | 1,50% | ABRUZZO VS BASILICATA                               |
| Ottava          | 22 novembre 2017 | 301.000        | 1,80% | PUGLIA VS VALLE D'AOSTA                             |
| Nona            | 23 novembre 2017 | 274.000        | 1,70% | MOLISE VS SARDEGNA                                  |
| Decima          | 24 novembre 2017 | 303.000        | 1,90% | CALABRIA VS PIEMONTE                                |
| Undicesima      | 27 novembre 2017 | 360.000        | 2,10% | CAMPANIA VS FRIULI-VENEZIA GIULIA                   |
| Dodicesima      | 28 novembre 2017 | 299.000        | 1,80% | CALABRIA VS LOMBARDIA                               |
| Tredicesima     | 29 novembre 2017 | 318.000        | 1,90% | BASILICATA VS TRENTINO-ALTO ADIGE                   |
| Quattordicesima | 30 novembre 2017 | 293.000        | 1,80% | MOLISE VS UMBRIA                                    |
| Quindicesima    | 1 dicembre 2017  | 304.000        | 1,80% | LAZIO VS VAL D'AOSTA                                |
| Sedicesima      | 4 dicembre 2017  | 320.000        | 1,90% | LAZIO VS BASILICATA                                 |
| Diciassettima   | 5 dicembre 2017  | 291.000        | 1,80% | CALABRIA VS CAMPANIA                                |
| Diciottesima    | 6 dicembre 2017  | 323.000        | 2%    | MOLISE VS TRENTINO-ALTO ADIGE                       |
| Diciannovesima  | 7 dicembre 2017  | 314.000        | 2%    | CALABRIA VS TRENTINO-ALTO ADIGE - CAMPANIA VS LAZIO |
| Ventesima       | 8 dicembre 2017  | 380.000        | 2,2%  | CALABRIA VS LAZIO                                   |

La finale
Dopo gli ultimi duelli Trentino contro Calabria e Lazio contro Campania, sono stati decretati i due finalisti: la cuoca Agnese Gigliotti dalla Calabria e il cuoco Ciro Del Pezzo dal Lazio. Alla fine, la voglia di sperimentare mantenendosi ben salda alle radici del proprio territorio, porta Agnese Gigliotti alla vittoria. 

### Seconda edizione (15 gennaio 2018 - 9 febbraio 2018)
La seconda edizione del programma è stata trasmessa da lunedì 15 gennaio 2018 a venerdì 9 febbraio 2018, in prima visione su TV8.
| Puntata         | Data            | Telespettatori | Share |
| --------------- | --------------- | -------------- | ----- |
| Prima           | 15 gennaio 2018 | 423.000        | 1,70% |
| Seconda         | 16 gennaio 2018 | 441.560        | 1,90% |
| Terza           | 17 gennaio 2018 | 462.230        | 2%    |
| Quarta          | 18 gennaio 2018 | 411.885        | 1,70% |
| Quinta          | 19 gennaio 2018 | 521.076        | 2,01% |
| Sesta           | 22 gennaio 2018 | 497.772        | 2,10% |
| Settima         | 23 gennaio 2018 | 648.000        | 2,57% |
| Ottava          | 24 gennaio 2018 | 553.000        | 2,21% |
| Nona            | 25 gennaio 2018 | 474.000        | 2%    |
| Decima          | 26 gennaio 2018 | 505.000        | 2,20% |
| Undicesima      | 29 gennaio 2018 | 515.000        | 2,20% |
| Dodicesima      | 30 gennaio 2018 | 519.000        | 2,20% |
| Tredicesima     | 31 gennaio 2018 | 547.000        | 2,40% |
| Quattordicesima | 1 febbraio 2018 | 525.000        | 2,20% |
| Quindicesima    | 2 febbraio 2018 | N/C            | N/C   |
| Sedicesima      | 5 febbraio 2018 | 613.000        | 2,50% |
| Diciassettesima | 6 febbraio 2018 | 519.000        | 2,10% |
| Diciottesima    | 7 febbraio 2018 | 503.000        | 2,10% |
| Diciannovesima  | 8 febbraio 2018 | 482.000        | 2,10% |
| Ventesima       | 9 febbraio 2018 | 525.000        | 2,30% |

La finale
Dopo gli ultimi tesissimi duelli sono stati decretati i due finalisti: il cuoco Fabrizio Sepe rappresentante del Lazio,  e la cuoca Rosita Merli rappresentante dell'Umbria. La voglia di lavorare porta  Rosita Merli, della regione Umbria, alla vittoria. La cuoca conosciuta e amata da tutti in paese ora ha conquistato l'Italia intera!

### Terza edizione (12 febbraio - 9 marzo 2018)
La terza edizione del programma è stata trasmessa da lunedì 12 febbraio a venerdì 9 marzo 2018, in prima visione su TV8.
| Regione               | Concorrente        | Chef Presso                      | Sede             |
| --------------------- | ------------------ | -------------------------------- | ---------------- |
| Abruzzo               | Jean Pierre Soria  | Cibomatto                        | Vasto (CH)       |
| Basilicata            | Gigi Sanrocco      | Antica Trattoria Lucana          | Matera           |
| Calabria              | Felice Cuzzola     | La Tavernetta                    | Reggio Calabria  |
| Campania              | Lina Russo         | Cuoca a domicilio                | Capri (NA)       |
| Emilia-Romagna        | Mirko Balestri     | L'O Osteria Cucina e Cantina     | Belricetto (RA)  |
| Friuli-Venezia Giulia | Stefano Buttazzoni | La Perla                         | Ravascletto (UD) |
| Lazio                 | Paolo Presutti     | Il Casale di Buccole             | Marsciano (PG)   |
| Liguria               | Federico Bisso     | O' Vittorio                      | Recco (GE)       |
| Lombardia             | Fiorella Visconti  | Trattoria Visconti               | Ambivere (BG)    |
| Marche                | Maria Elena Cicchi | Agriturismo Villa Cicchi         | Rosara (AP)      |
| Molise                | Stefania Di Pasquo | Locanda Mammì                    | Agnone (IS)      |
| Piemonte              | Giuseppe Sardi     | Il Grappolo                      | Alessandria      |
| Puglia                | Nicola Russo       | Al Primo Piano                   | Foggia           |
| Sardegna              | Alessandro Falchi  |                                  |                  |
| Sicilia               | Helios Gnoffo      | Osteria Mercede                  | Palermo          |
| Toscana               | Pietro Mallegni    |                                  |                  |
| Trentino-Alto Adige   | Peter Glaserer     |                                  |                  |
| Umbria                | Vittorio Ottavi    | Ottavi Mare                      | Bevagna (PG)     |
| Valle d'Aosta         | Sara Collomb       | Hotel Letterario Locanda Collomb | La Thuile        |
| Veneto                | Silvia Sterzi      | Rucola 2.0                       | Sirmione (BS)    |

| Puntata         | Data             | Telespettatori | Share | DUELLO                                   |
| --------------- | ---------------- | -------------- | ----- | ---------------------------------------- |
| Prima           | 12 febbraio 2018 | 461.000        | 2%    | BASILICATA VS VENETO                     |
| Seconda         | 13 febbraio 2018 | 449.000        | 1,90% | FRIULI VENEZIA GIULIA VS LAZIO           |
| Terza           | 14 febbraio 2018 | 455.000        | 2%    | CALABRIA VS VALLE D'AOSTA                |
| Quarta          | 15 febbraio 2018 | 517.000        | 2,20% | PUGLIA VS TRENTINO ALTO ADIGE            |
| Quinta          | 16 febbraio 2018 | 505.000        | 2,30% | CAMPANIA VS SARDEGNA                     |
| Sesta           | 19 febbraio 2018 | 542.000        | 2,30% | SICILIA VS TOSCANA                       |
| Settima         | 20 febbraio 2018 | 556.000        | 2,40% | EMILIA-ROMAGNA VS MOLISE                 |
| Ottava          | 21 febbraio 2018 | 527.000        | 2,20% | LOMBARDIA VS UMBRIA                      |
| Nona            | 22 febbraio 2018 | 524.000        | 2,20% | ABRUZZO VS PIEMONTE                      |
| Decima          | 23 febbraio 2018 | 502.000        | 2,20% | LIGURIA VS MARCHE                        |
| Undicesima      | 26 febbraio 2018 | 460.000        | 1,80% | CAMPANIA VS PIEMONTE                     |
| Dodicesima      | 27 febbraio 2018 | 508.000        | 2,10% | LAZIO VS MARCHE                          |
| Tredicesima     | 28 febbraio 2018 | 566.000        | 2,30% | EMILIA-ROMAGNA VS PUGLIA                 |
| Quattordicesima | 1 marzo 2018     | 601.000        | 2,50% | CALABRIA VS LOMBARDIA                    |
| Quindicesima    | 2 marzo 2018     | 475.000        | 2,10% | SICILIA VS VENETO                        |
| Sedicesima      | 5 marzo 2018     | 467.000        | 1,90% | LOMBARDIA VS SICILIA                     |
| Diciassettesima | 6 marzo 2018     | 480.000        | 2,10% | CALABRIA VS PIEMONTE                     |
| Diciottesima    | 7 marzo 2018     | 490.000        | 2,10% | EMILIA-ROMAGNA VS MARCHE                 |
| Diciannovesima  | 8 marzo 2018     | 421.000        | 1,90% | CALABRIA VS SICILIA - MARCHE VS PIEMONTE |
| Ventesima       | 9 marzo 2018     | 473.000        | 2,10% | MARCHE VS SICILIA                        |

La finale
Negli ultimi emozionanti duelli i migliori, che sono giunti in finale, sono stati il cuoco Helios Gnoffo rappresentante della Sicilia e la cuoca Maria Elena Cicchi delle Marche. La sfida è entrata nel vivo, i due cuochi sono stati determinati a vincere e hanno saputo che dovevano presentare un menu capace di valorizzare al meglio la propria regione per stupire i giudici.
Con la sua cucina fedele alle tradizioni della sua terra, Helios Gnoffo della regione Sicilia ha vinto la terza stagione di Cuochi d'Italia.

### Quarta edizione (12 marzo 2018 - 6 aprile 2018)
La quarta edizione del programma è stata trasmessa da lunedì 12 marzo 2018 a venerdì 6 aprile 2018, in prima visione su TV8.
| Regione               | Concorrente           | Chef Presso                  | Sede                           |
| --------------------- | --------------------- | ---------------------------- | ------------------------------ |
| Abruzzo               | Letizia Cucchiella    | L'Ostello del Cavaliere      | Santo Stefano di Sessanio (AQ) |
| Basilicata            | Vito Antonio Specchia | San Biagio                   | Matera                         |
| Calabria              | Mohammad Bahar Uddin  |                              |                                |
| Campania              | Giulio Coppola        | La Galleria                  | Gragnano (NA)                  |
| Emilia-Romagna        | Danielly Da Crus      | Antica Osteria della Peppina | Alseno (PC)                    |
| Friuli-Venezia Giulia | Dario Martina         | Osteria da Afro              | Spilimbergo                    |
| Lazio                 | Danilo Magurno        | Verace Ristorante            | Fiumicino (RM)                 |
| Liguria               | Emanuele Fumagalli    | Risveglio Naturale           | Varese Ligure (SP)             |
| Lombardia             | Zeno Bernasconi       | Altavilla                    | Bianzone (SO)                  |
| Marche                | Roberta Castaldi      | Trattoria Antonietta         | Jesi (AN)                      |
| Molise                | Luca Felice           | Casale Rosa                  | Vinchiaturo (CB)               |
| Piemonte              | Patrick Merlotti      | Hotel Verbano                | Stresa (VB)                    |
| Puglia                | Carmela Carlucci      | Osteria Monacelle            | Ostuni (BR)                    |
| Sardegna              | Emanuele Fanutza      | Letizia                      | Nuxis (CI)                     |
| Sicilia               | Alessandro Del Bono   | Kasbah                       | Lipari (ME)                    |
| Toscana               | Stefano Caponi        | La Buca di Ipo               | Montevarchi (AR)               |
| Trentino-Alto Adige   | Isabella Dessimoni    | Agriturismo "Fior di Bosco"  | Valfloriana (TN)               |
| Umbria                | Riccardo Vitiani      | Locanda Casa Mia             | Spello (PG)                    |
| Valle d'Aosta         | Andrea Ouvrier        | Hostellerie de l'atelier     | Cogne                          |
| Veneto                | Gelmino Pozzato       | Agriturismo Vecchia Fogolana | Codevigo (PD)                  |

| Puntata         | Data          | Telespettatori | Share | DUELLO                                   |
| --------------- | ------------- | -------------- | ----- | ---------------------------------------- |
| Prima           | 12 marzo 2018 | 465.000        | 2%    | PUGLIA VS TOSCANA                        |
| Seconda         | 13 marzo 2018 | 477.000        | 2,10% | SICILIA VS EMILIA ROMAGNA                |
| Terza           | 14 marzo 2018 | 424.000        | 1,90% | CAMPANIA VS UMBRIA                       |
| Quarta          | 15 marzo 2018 | 498.000        | 2,20% | LAZIO VS LIGURIA                         |
| Quinta          | 16 marzo 2018 | 531.000        | 2,40% | MOLISE VS FRIULI-VENEZIA GIULIA          |
| Sesta           | 19 marzo 2018 | 471.000        | 2,10% | LOMBARDIA VS MARCHE                      |
| Settima         | 20 marzo 2018 | 549.000        | 2,40% | CALABRIA VS VENETO                       |
| Ottava          | 21 marzo 2018 | 486.000        | 2,10% | SARDEGNA VS TRENTINO ALTO ADIGE          |
| Nona            | 22 marzo 2018 | 401.000        | 1,7%  | ABRUZZO VS PIEMONTE                      |
| Decima          | 23 marzo 2018 | 426.000        | 1,9%  | BASILICATA VS VALLE D'AOSTA              |
| Undicesima      | 26 marzo 2018 | 540.000        | 2,5%  | PUGLIA VS SICILIA                        |
| Dodicesima      | 27 marzo 2018 | 425.000        | 2,0%  | CAMPANIA VS LAZIO                        |
| Tredicesima     | 28 marzo 2018 | 438.000        | 2,1%  | CALABRIA VS MOLISE                       |
| Quattordicesima | 29 marzo 2018 | 473.000        | 2,4%  | LOMBARDIA VS SARDEGNA                    |
| Quindicesima    | 30 marzo 2018 | 521.000        | 2,7%  | ABRUZZO VS BASILICATA                    |
| Sedicesima      | 2 aprile 2018 | 398.000        | 2,1%  | CAMPANIA VS ABRUZZO                      |
| Diciassettesima | 3 aprile 2018 | 442.000        | 2,0%  | LOMBARDIA VS PUGLIA                      |
| Diciottesima    | 4 aprile 2018 | 410.000        | 1,8%  | LAZIO VS CALABRIA                        |
| Diciannovesima  | 5 aprile 2018 | 450.000        | 2,2%  | CAMPANIA VS LOMBARDIA - LAZIO VS ABRUZZO |
| Ventesima       | 6 aprile 2018 | 547.000        | 2,7%  | CAMPANIA VS LAZIO                        |

La finale è stata vinta dal campano Giulio Coppola.

### Quinta edizione (15 ottobre 2018 - 9 novembre 2018)
La quinta edizione del programma è stata trasmessa da lunedì 15 ottobre 2018 a venerdì 9 novembre 2018 su TV8. Ha vinto la sarda Marzia Aroffu.

### Sesta edizione (12 novembre 2018 - 9 dicembre 2018)
La sesta edizione del programma è stata trasmessa da lunedì 12 novembre 2018 a venerdì 7 dicembre 2018 su TV8. Ha vinto il campano Alfredo Colle.

### Settima edizione (7 gennaio 2019 - 1º febbraio 2019)
La settima edizione del programma è stata trasmessa da lunedì 7 gennaio 2019 a venerdì 1º febbraio 2019 su TV8. Ha vinto la lombarda Sara Scalvini.

### Ottava edizione (4 febbraio 2019 - 1º marzo 2019)
L'ottava edizione del programma è stata trasmessa da lunedì  febbraio 2019 a venerdì 1º marzo 2019 su TV8. Ha vinto la veneta Patrizia del Ponte.

### Nona edizione (4 marzo 2019 - 29 marzo 2019)
La nona edizione del programma è stata trasmessa da lunedì 4 marzo 2019 a venerdì 29 marzo 2019 su TV8. Ha vinto la pugliese Angela Console.

### Decima edizione (14 ottobre 2019 - 8 novembre 2019)
La decima edizione del programma è stata trasmessa da lunedì 14 ottobre 2019 a venerdì 8 novembre 2019 su TV8. Ha vinto Silvana Felicetta Colucci di Rionero in Vulture.

### Undicesima edizione (11 novembre 2019 - 6 dicembre 2019)
L'undicesima edizione del programma è stata trasmessa da lunedì 11 novembre 2019 a venerdì 6 dicembre 2019 su TV8. Ha vinto la toscana Jessica Li Pizzi.

### Dodicesima edizione (2 marzo 2020 - 27 marzo 2020)
La dodicesima edizione del programma è stata trasmessa da lunedì 2 marzo 2020 a venerdì 27 marzo 2020 su TV8. Ha vinto il calabrese Domenico Barbuto.

### Tredicesima edizione (4 gennaio 2021 - 29 gennaio 2021)
La tredicesima edizione è stata trasmessa da lunedì 4 gennaio 2021 a venerdì 29 gennaio 2021 con la conduzione di Alessandro Borghese. Da questa edizione i concorrenti presentano due piatti identici ai due giudici a causa della pandemia da COVID-19. Ha vinto la Toscana.

### Quattordicesima edizione (1º marzo 2021 - 26 marzo 2021)
La quattordicesima edizione con la conduzione di Alessandro Borghese è stata trasmessa da lunedì 1º marzo 2021 a venerdì 26 marzo 2021. Ha vinto il Lazio di Rita Federici.
| Regione               | Concorrente           | Chef presso            | Sede                  |
| --------------------- | --------------------- | ---------------------- | --------------------- |
| Trentino-Alto Adige   | Stefano Libardoni     | Hotel Sonnenburg       | Merano (Bz)           |
| Basilicata            | Donato Caputo         |                        | Potenza (Pz)          |
| Abruzzo               | Alessandro Di Stefano | Hotel Mamma Rosa       | Tornareccio (Ch)      |
| Calabria              | Paolo Caserta         |                        |                       |
| Campania              | Antonietta Pignataro  |                        |                       |
| Emilia-Romagna        | Silvano Librenti      |                        |                       |
| Friuli-Venezia Giulia | Annalisa Battigelli   | Personal Chef          |                       |
| Lazio                 | Rita Federici         |                        | Bracciano (Rm)        |
| Liguria               | Cristiano Melillo     |                        | Santa Margherita (Ge) |
| Lombardia             | Margherita Mele       | La Maison d'Andrè      | Gallarate (VA)        |
| Marche                | Mascia Luciani        |                        |                       |
| Molise                | Simona De Castro      |                        |                       |
| Piemonte              | Giorgio Capurso       |                        |                       |
| Puglia                | Mauro Pansini         | Grandi Eventi catering | Molfetta (Ba)         |
| Sardegna              | Fabio Nurra           |                        |                       |
| Sicilia               | Vincenzo Rinchiuso    | Hotel Lago Verde       | Alia (Pa)             |
| Toscana               | Michele Nardi         |                        | Portoferraio (Li)     |
| Umbria                | Caterina Betti        |                        | Perugia (Pg)          |
| Valle d'Aosta         | Annamaria Dublanc     |                        |                       |
| Veneto                | Giada Bozzolan        |                        | Rovigo (Ro)           |

### Cuochi d'Italia - Il campionato del mondo
Dal 6 gennaio è in onda un spin off del programma di Alessandro Borghese, intitolato Cuochi d'Italia - Il campionato del mondo su TV8 e condotto dallo chef Bruno Barbieri.

### Cuochi d'Italia All Stars
Dal 12 ottobre è in onda lo spin off Cuochi d'Italia All Stars su TV8 e condotto dallo chef Cristiano Tomei, dove si sfidano tutti i vincitori delle scorse edizioni di Cuochi d'Italia.

### Cuochi d'Italia Speciale Natale 2020
Il 3 gennaio 2021 è andato in onda questo spin-off condotto da Alessandro Borghese, dove la famiglia di Paola Barale e la famiglia di Fabio Caressa si sfidano a colpo di cenoni natalizi. A giudicare Cristiano Tomei e Gennaro Esposito. A trionfare è stata la famiglia Caressa vincendo contro la famiglia Barale con il punteggio di 20 a 18.

### Cuochi d’Italia - il campionato delle coppie
Il programma viene trasmesso sempre su Tv8 a partire dal 1° al 26 febbraio 2021 con la conduzione di Bruno Barbieri. Ha vinto la Campania.

### Cuochi d’Italia - il campionato under 30
Questo spin-off è andato in onda dal 29 marzo al 23 aprile 2021 su TV8 con la conduzione di Cristiano Tomei, affiancato da Gennaro Esposito e Diego Rossi in giuria. Ha vinto il Veneto.

## Edizioni vinte per regioni
| nº edizioni vinte | regioni    | nº edizione |
| ----------------- | ---------- | ----------- |
| 2                 | Calabria   | 1 - 12      |
| 2                 | Campania   | 4 - 6       |
| 2                 | Toscana    | 11 - 13     |
| 1                 | Umbria     | 2           |
| 1                 | Sicilia    | 3           |
| 1                 | Sardegna   | 5           |
| 1                 | Lombardia  | 7           |
| 1                 | Veneto     | 8           |
| 1                 | Puglia     | 9           |
| 1                 | Basilicata | 10          |
| 1                 | Lazio      | 14          |